# Ferencfalva (Horvátország)
Ferencfalva (horvátul: Feričanci) falu és község Horvátországban, Eszék-Baranya megyében. Közigazgatásilag Feričancin kívül Gazije, Valenovac és Vučjak Feričanački települések tartoznak hozzá.

## Fekvése
Eszéktől légvonalban 54, közúton 63 km-re nyugatra, Nekcsétől légvonalban 9, közúton 11 km-re északnyugatra, a Szlavóniai-síkság szélén és a Krndija-hegység északi lejtőin, az Eszékről Varasdra menő főút és az Eszékről Verőcére menő vasútvonal mentén fekszik.

## Története
A település már a középkorban is létezett. 1472-ben „Ferenczfalwa” alakban szerepel a matucsinai vár uradalmához tartozó falvak között. A középkorban a Krndija és Papuk lábánál fekvő területek ritkán lakottak és nehezen járhatók voltak. A sűrű erdők, a rossz utak és a vizenyős területek megnehezítették az itteni lakosok életét, akik többnyire szegényes kunyhókban laktak. A török 1537 körül szállta meg ezt a területet. A lakosság nagy része a környező erdőkben keresett menedéket, azt itt maradtak pedig idővel áttértek az iszlám hitre. A térség továbbra is szegény és ritkán lakott maradt és csak a ferences szerzetesek tartották a kapcsolatot az itteniek és az ország többi része között.
A török uralom 1687-ig tartott, amikor Savoyai Jenő keresztény serege Nagyharsánynál nagy győzelmet aratott a török felett és a Dráván átkelve egészen a Száváig felszabadította a szlavón területeket. A katonai erők kivonulása után főként Boszniából mintegy negyvenezer keresztény települt be a nagyrészt üres szlavón falvakba, köztük Ferencfalvára is. Birtokosai a 18. század első felében a Pejácsevich grófok voltak, akiktől 1742-ben 35 ezer forintért Dimitrije Mihajlović vásárolta meg. 1745-ben megépült a települést átszelő út, 1777-ben megalapították a plébániát, majd 1787-ben megnyílt az első iskola is. A század végére felépült a Mihajlović család új kastélya. 1800-ban ide látogatott Vrhovac püspök, aki indítványozta új templom építését. Az építés a Mihajlović család támogatásával 1801-ben indult meg és 1803-ban fejeződött be. A templomot 1821-ben szentelték fel a Szentlélek tiszteletére.
A 19. században a faluban jelentős gazdasági és kulturális fellendülés ment végbe. A magyar és a német kézművesek, valamint kereskedők bevándorlásával növekedett gazdasági ereje. Létrehozták a kézműves céheket, és az 1819-ben kapott kiváltságokkal Ferencfalva évente öt nagyszabású vásárt tarthatott. A középosztálybeli polgári lakosság erős befolyása tükröződött a társadalmi életben is. Már 1891-ben megkezdte működését az önkéntes tűzoltó egyesület, majd zenei, ének és amatőr egyesületek alakultak.
Az első katonai felmérés térképén „Fericsancze” néven található. Lipszky János 1808-ban Budán kiadott repertóriumában „Ferichancze” néven szerepel. Nagy Lajos 1829-ben kiadott művében „Ferichancze” néven 151 házzal, 986 katolikus, 20 ortodox és 11 zsidó vallású lakossal az oppidumok között találjuk. A 19. század végén Likából horvát családok települtek ide.
A településnek 1857-ban 1044, 1910-ben 2189 lakosa volt. Verőce vármegye Nekcsei járásához tartozott. Az 1910-es népszámlálás adatai szerint lakosságának 78%-a horvát, 15%-a magyar, 3%-a német anyanyelvű volt. Az első világháború után 1918-ban az új szerb-horvát-szlovén állam, majd később (1929-ben) Jugoszlávia része lett. A második világháború idején a német és a magyar lakosságot elüldözték, helyükre a háború után Dalmáciából horvátok érkeztek. A lakosság folyamatos csökkenése az 1960-as évektől indult meg és ma is tart. 1991-ben lakosságának 96%-a horvát nemzetiségű volt. 2011-ben 1626, a községnek összesen lakosa 2134 volt.

## Lakossága
| Lakosság változása | Lakosság változása | Lakosság változása | Lakosság változása | Lakosság változása | Lakosság változása | Lakosság változása | Lakosság változása | Lakosság változása | Lakosság változása | Lakosság változása | Lakosság változása | Lakosság változása | Lakosság változása | Lakosság változása | Lakosság változása |
| ------------------ | ------------------ | ------------------ | ------------------ | ------------------ | ------------------ | ------------------ | ------------------ | ------------------ | ------------------ | ------------------ | ------------------ | ------------------ | ------------------ | ------------------ | ------------------ |
| 1857               | 1869               | 1880               | 1890               | 1900               | 1910               | 1921               | 1931               | 1948               | 1953               | 1961               | 1971               | 1981               | 1991               | 2001               | 2011               |
| 1.044              | 1.262              | 988                | 1.381              | 1.504              | 2.189              | 2.296              | 2.319              | 2.424              | 2.640              | 2.707              | 2.557              | 2.146              | 2.092              | 1.854              | 1.626              |

## Gazdaság
A falu gazdasági szerkezete földrajzi elhelyezkedésén alapszik. A mezőgazdaság mindig az első helyen állt és csak a szomszédos nagyobb településeken található gyárak építése zavarta némileg a mezőgazdaság elsőségét. A ferencfalviak azonban soha nem hagyták el teljesen a földművelést, de nem voltak kizárólagosan földművesek sem. Megmaradt a szőlőtermesztés régi tradíciója is. A falu kedvező fekvése mindig is elősegítette a szőlőtermesztést, melynek kezdetei egészen a tizenharmadik századig, a templomos lovagok idejéig nyúlnak vissza. Története során a földbirtokosoktól a társadalmi tulajdon különböző formáin át a mai modern Feravino vállalatig fenntartották a fejlett szőlészet és borászat helyi hagyományát.

## Nevezetességei
A plébániatemplom építése a Mihajlović család anyagi támogatásával 1801-ben indult meg és 1803-ban fejeződött be. A templomot 1821-ben szentelték fel a Szentlélek tiszteletére. A templom barokk stílusban épült román építészeti elemekkel. 1817-ben a templomot földrengés pusztította, boltívei megrepedtek. 1907-ben az épületet teljesen megújították. Az új tornyon kívül elkészült a belső festés is, mely Rikard Rajnik zágrábi mester alkotása. Mind a három oltárt Ausztriában készítették. Felszereléséből említésre méltó egy 1742-ben készített rokokó monstrancia és kehely. A templom előtt Szent Flórián 1869-ben készített szobra áll.
A Mihalović család későbarokk-klasszicista kastélya 1793-ban épült. Egyemeletes épület, téglalap alaprajzzal, és az udvar homlokzaton kialakított terasszal. A szimmetrikus homlokzatok fölött kontytető emelkedik, cserépborítással.
A ferencfalvi régi borospince és magtár egy hosszan elnyúló, egyemeletes gazdasági épület, amelyet a 18. és 19. század fordulóján építettek. Az épület földszintjén egy dongaboltozatos borospince található, amely az épület területének kétharmada alatt húzódik. A magtár épületének belső szerkezete fagerendából áll. A padlózat kétszintes. A tetőszerkezet fából készült, nyeregtetős, oromfalas, cserépborítással. A borospince és a magtár épülete a Mihalović nemesi család egyetlen fennmaradt gazdasági épületeként történeti értékkel bír.

## Kultúra
A település kulturális életének régi hagyományai vannak. Már 1925-ben a Horvát Királyság ezredik évfordulójának tiszteletére felléptek a falu énekesei, táncosai, színjátszói és szavalói. A Križara tamburazenekar 1936-os működéséről beszámoltak az akkori népszerű horvát újságok a Hrvatski list és a Hrvatska tamburica is. Míg a tamburazenekar már nagyon korán kezdett működni szervezett módon, a folklórcsoport csak 1957-ben kezdte meg folyamatos működését. Ezáltal megteremtődtek a feltételek a kulturális és művészeti egyesület megalakulásához. Az egyesület eredetileg „Matija Gubec” néven alakult meg, majd az 1970-es évektől KUD „Vladimir Nazor” névvel működött. 1996. szeptember 5-én az egyesület egykori tagja, a Vukovár védelmében elesett Manuel Grgurić tiszteletére a HKD Manuel Feričanci nevet vette fel.

## Oktatás
A település első iskoláját 1787-ben nyitották meg. Épülete egy régi parasztház volt, amely nem sokban különbözött a többitől. 1840-ben új iskolaépületet nyitottak meg, amelynek építését maguk a helyiek végezték. 1905-ben új iskolai épületet vásároltak meg a Pejačević utcában, amely ma is létezik és óvodaként szolgál. Így a helyi oktatás hagyománya immár több, mint 200 éves.

## Sport
- Az NK FEŠK Feričanci labdarúgóklubot 1927-ben alapították.
- Az ŠK Feričanci sakk-klub 1966-ban alakult.
- Tigar Feričanci taekwondo klub.
- FEŠK-Feravino bocsaklub
- A "Viking" Feričanci rekreációs egyesületet 2013-ban alapították.
- A község sportszövetségét 2008-ban alapították.
- Egy időben kézilabdaklub is működött a településen, melyet azóta sikertelenül próbáltak újra alapítani.

## Egyesületek
- DVD Feričanci önkéntes tűzoltó egyesületet 1891-ben alapították.
- Agape Feričanci segítő egyesület.
- Szőlő és gyümölcsetermesztők egyesülete.
- Vállalkozói tanácsadó társaság
- "Prijateljstvo" Feričanci diákok, fiatalok és fogyatékkal élő tanulók szövetsége
- "Sokol" Feričanci hegymászó egyesület.
- Feričanci - Dalmatinska Zagora egyesület.